# 費蘭托山
費蘭托山（英語：Mount Ferranto）是南極洲的山峰，位於瑪麗伯德地，屬於福特山脈的一部分，是福士迪克山脈的西南端，在1934年11至12月由美國探險隊發現。
76°32′S 145°25′W / 76.533°S 145.417°W